# Парду
Парду (порт. Pardos) — бразильцы смешанного происхождения. Парду — одна из основных условно обозначаемых расовых групп населения Бразилии, традиционно используемая при переписях населения страны. Парду составляют около 43 % населения Бразилии (2008 год, оценка) и немного уступают по численности только белым бразильцам (49 %). Численность и удельный вес парду постепенно возрастают, увеличившись с 22,0 % по переписи 1963 года до 45,0 % по оценке на 2012 год.

## Этимология
Понятие «парду» ввёл Бразильский институт географии и статистики с 1950 года. Термин в переводе с португальского обозначает «коричневый цвет» и включает в себя бразильцев смешанного происхождения — метисов, мулатов и кабокло. Согласно переписи 2006 года, в стране к парду относятся около 79 млн бразильцев, примерно 42 % от всего населения. К другим расовым группам относятся белые, негры, жёлтые (азиаты) и индейцы.

## Концентрация
Парду как класс сформировались ещё во времена колониальной Бразилии как промежуточный класс между негритянским большинством (около 50 %) и белым меньшинством (около 25 %). При этом официально поощряемая метисация (так называемое «отбеливание» чёрных) размыла границы чёткой расовой линии между группами. Со временем большинство чернокожих перешло в класс парду, а парду — в белых. Наибольший удельный вес парду — на севере и северо-востоке Бразилии, наименьший — в южных штатах.

## Самоопределение
К классу парду обычно причисляются все цветные группы страны — мулаты, метисы, самбо и др. Неофициально, в домашнем обиходе, парду часто разделяют на многочисленные подгруппы — морену (коричневые), морену-клару (светло-коричневые) и собственно парду (серо-коричневые), хотя официальной статистикой это больше не фиксируется. Несмотря на расовую основу, деление бразильцев на группы носит статистический характер; Конституция Бразилии гарантирует всем своим гражданам равные права, хотя случаи бытового расизма нередки.

## Другие значения
За пределами Бразилии, в португалоязычных странах термин «парду» просто обозначает человека, в котором кроме белой расы примешана другая (или другие).